# Svájci labdarúgó-játékvezetők listája
Az alábbi lista a nevezetes svájci labdarúgó-játékvezetők nevét tartalmazza.
| Ábécé szerinti tartalomjegyzék                      |
| --------------------------------------------------- |
| A B C D E F G H I J K L M N O P Q R S T U V W X Y Z |

## B
- William Bangerter (1900–1961) nemzetközi játékvezető
- Jakob Baumann (1941–) nemzetközi játékvezető
- René Baumberger (1914–1993) nemzetközi játékvezető
- Rolf Blattmann (1944–2010) nemzetközi játékvezető
- Anton Bucheli (1929–2020) nemzetközi játékvezető
- Karl Buchmüller (1916–1996) nemzetközi játékvezető
- Massimo Busacca (1969–) nemzetközi játékvezető

## C
- Claudio Circhetta (1970–) nemzetközi játékvezető

## D
- André Daina (1940–) nemzetközi játékvezető
- Claude Détruche (1954–) nemzetközi játékvezető
- Henry Devitt (1873–1930) nemzetközi játékvezető
- Gottfried Dienst (1919–1998) nemzetközi játékvezető
- Ernst Dörflinger (1907–1968) nemzetközi játékvezető
- Gilbert Droz (1928–1994) nemzetközi játékvezető
- Jean Dubach (1930–?) nemzetközi játékvezető

## F
- John Forster (1886–1952) nemzetközi játékvezető

## G
- Bruno Galler (1946–) nemzetközi játékvezető
- Simona Ghisletta (1975–) nemzetközi játékvezető
- Karl Göppel (1924–?) nemzetközi játékvezető
- Josef Gulde (1915–1998) nemzetközi játékvezető

## H
- Nikolaj Hänni (1976–) nemzetközi játékvezető
- Félix Herren (1887–?) nemzetközi játékvezető
- Joseph Heymann (1919–1992) nemzetközi játékvezető
- Jacques Hirrle (1894–1932) nemzetközi játékvezető
- Othmar Huber (1920–2003) nemzetközi játékvezető
- Walter Hungerbühler (1930–2012) nemzetközi játékvezető

## K
- Pius Kamber (1926–2015) nemzetközi játékvezető
- Karl Keller (1923–?) nemzetközi játékvezető

## L
- Philippe Leuba (1965–) nemzetközi játékvezető, politikus
- Jean Lutz (1904–1997) nemzetközi játékvezető

## M
- Arturo Martino (1945–2006) nemzetközi játékvezető
- Urs Meier (1959–) nemzetközi játékvezető
- Daniel Mellet (1923–2017) nemzetközi játékvezető
- René Mercet (1898–1961) nemzetközi játékvezető
- Serge Muhmenthaler (1953–) nemzetközi játékvezető
- Werner Müller (1951–2006) nemzetközi játékvezető

## P
- Renzo Peduzzi (1941–) nemzetközi játékvezető
- Nicole Petignat (1966–) nemzetközi játékvezető

## R
- Roland Racine (1928–2014) nemzetközi játékvezető
- Rudolf Renggli (1938–) nemzetközi játékvezető
- Daniel Roduit (1949–) nemzetközi játékvezető
- Kurt Röthlisberger (1951–) nemzetközi játékvezető
- Wilhelm Rufli (1911–1993) nemzetközi játékvezető
- Paul Ruoff (1897–1981) nemzetközi játékvezető

## S
- Rudolf Scheurer (1925–2015) nemzetközi játékvezető
- Andreas Schluchter (1957–) nemzetközi játékvezető
- Esther Staubli (1979–) nemzetközi játékvezető

## W
- Paul von Wartburg (1909–1978) nemzetközi játékvezető
- Rudolphe Wittwer (1898–1987) nemzetközi játékvezető
- Karl Wunderlin (1898–1980) nemzetközi játékvezető
- Hans Wütherich (1889–1982) nemzetközi játékvezető
- Raymon Wyssling (1912–1970) nemzetközi játékvezető

## Z
- Michel Zen Ruffinenn (1959–) nemzetközi játékvezető